# H. L. Hunley

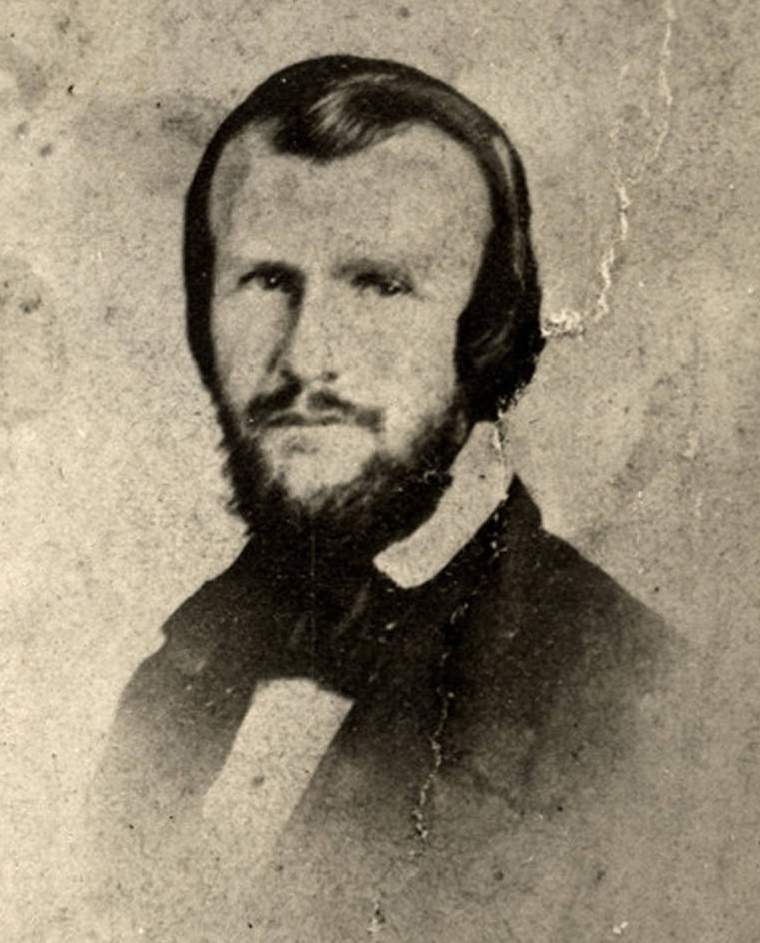
Horace Lawson Hunley
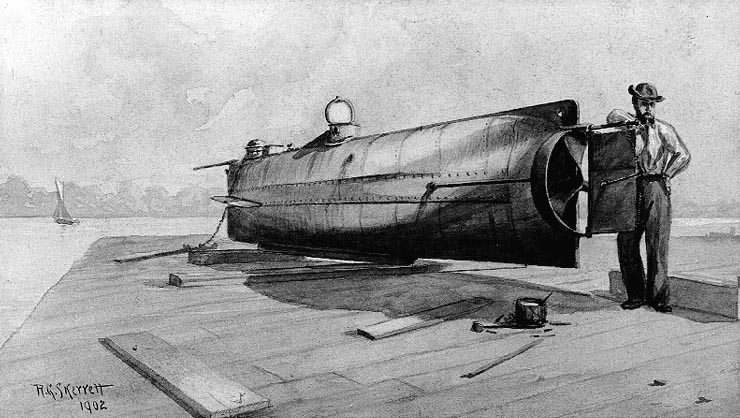
Die CSS Hunley (Illustration von R. G. Skerrett, 1902)
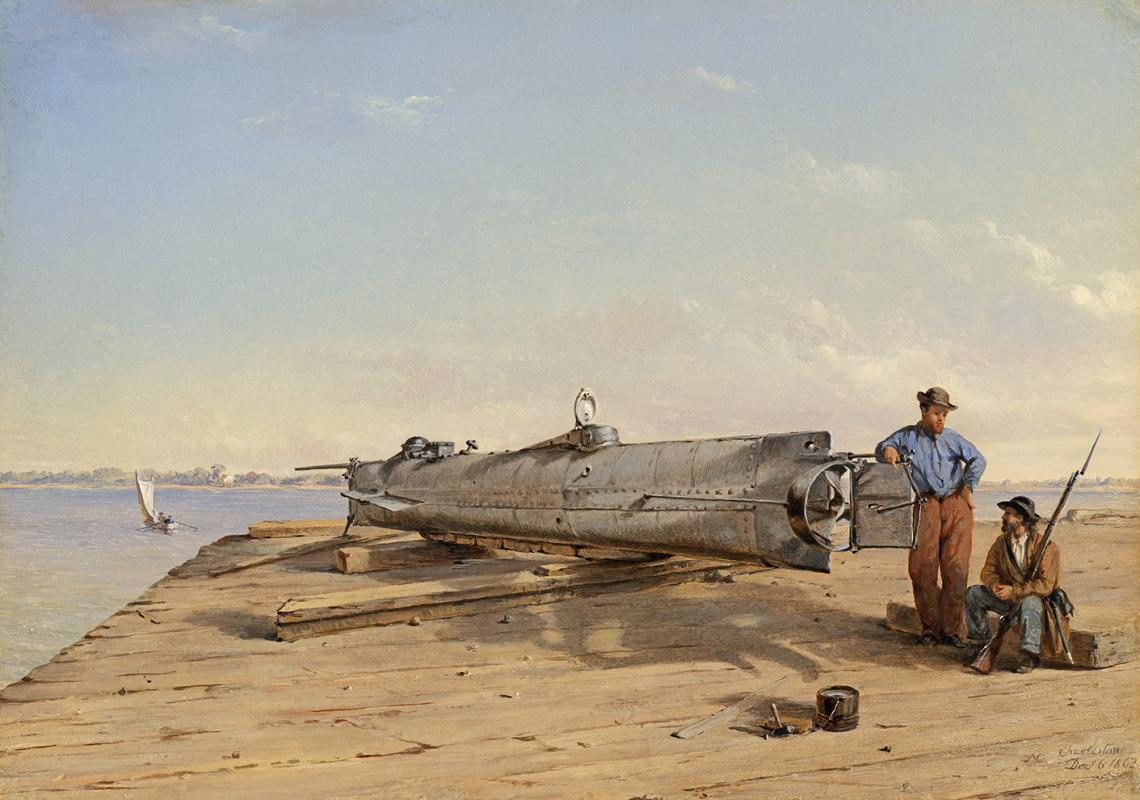
Aquarell der CSS Hunley von Conrad Wise Chapman, 1864
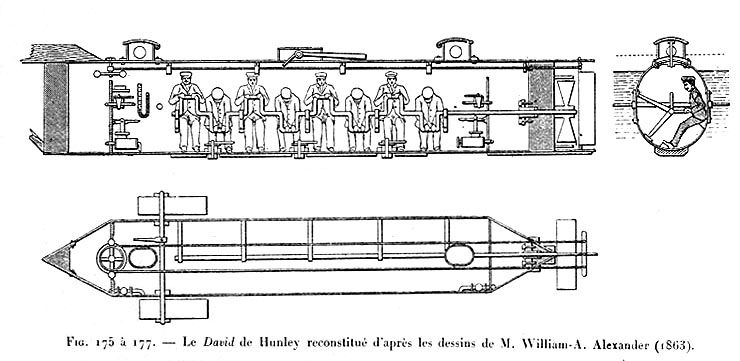
Schnittzeichnung der CSS Hunley, 1863
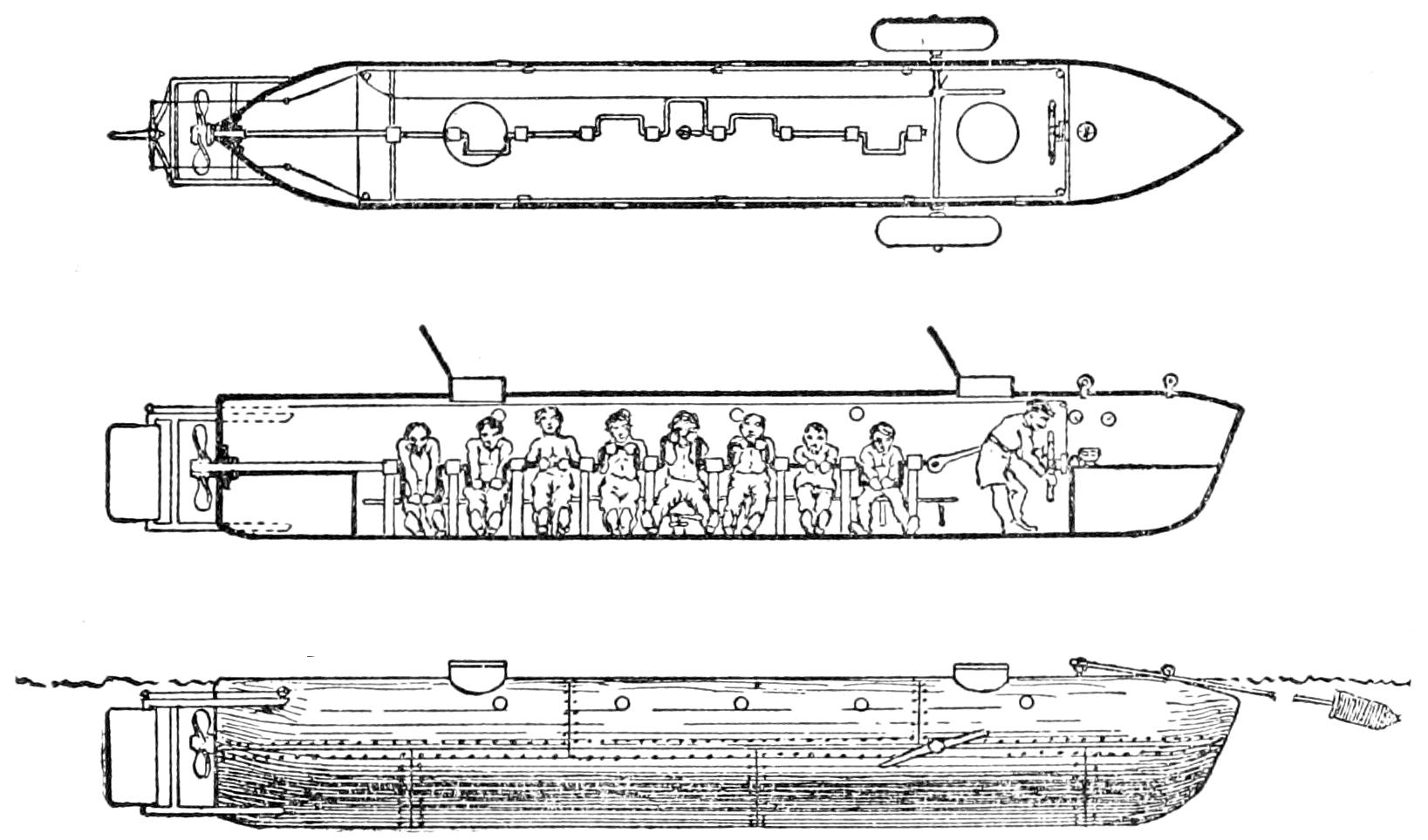
Aufriss der CSS Hunley von 1900
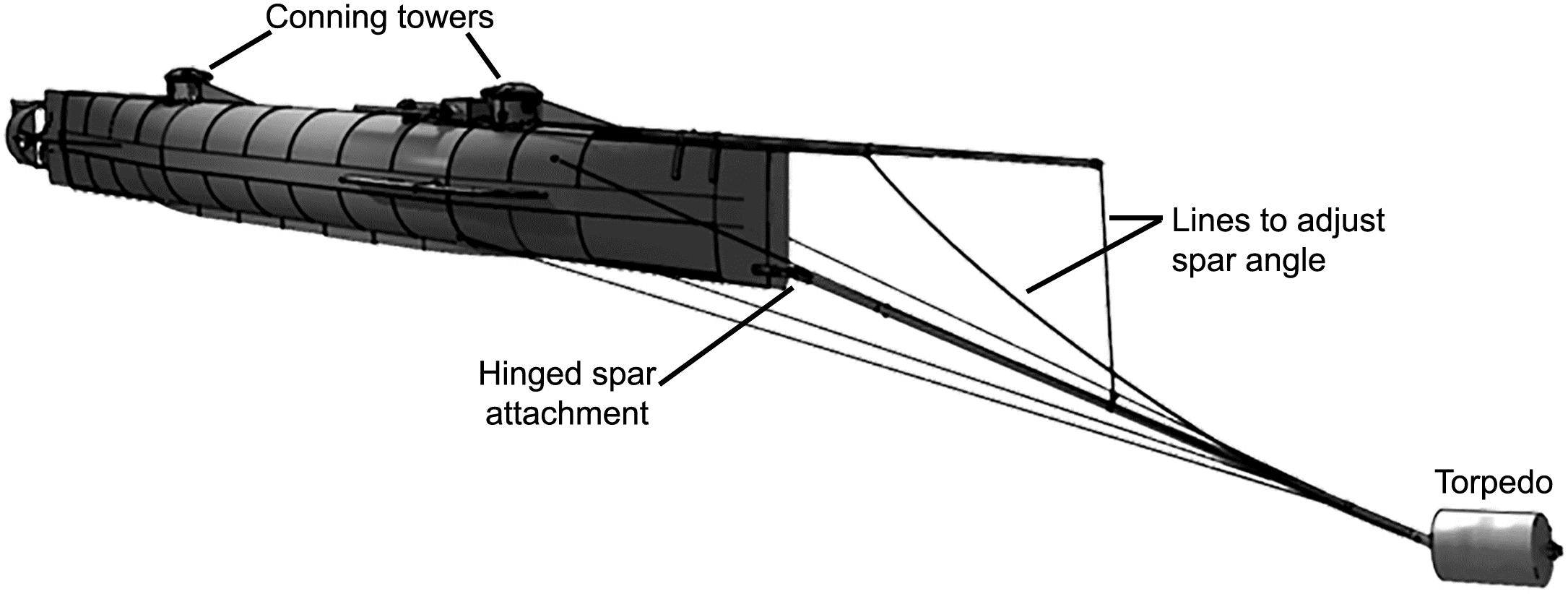
Haltekonstruktion des Spierentorpedos
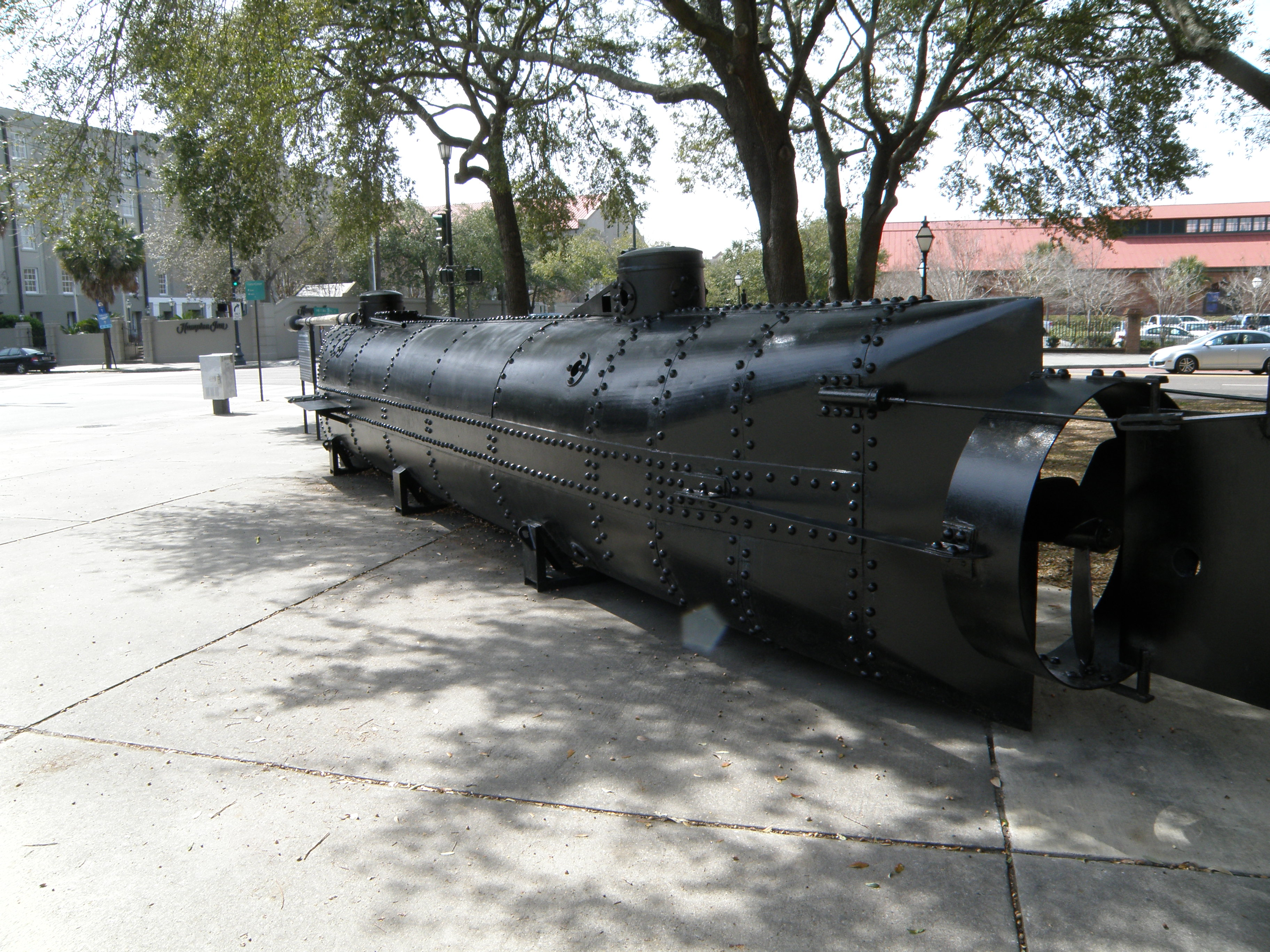
Replik der CSS Hunley im Charleston Museum
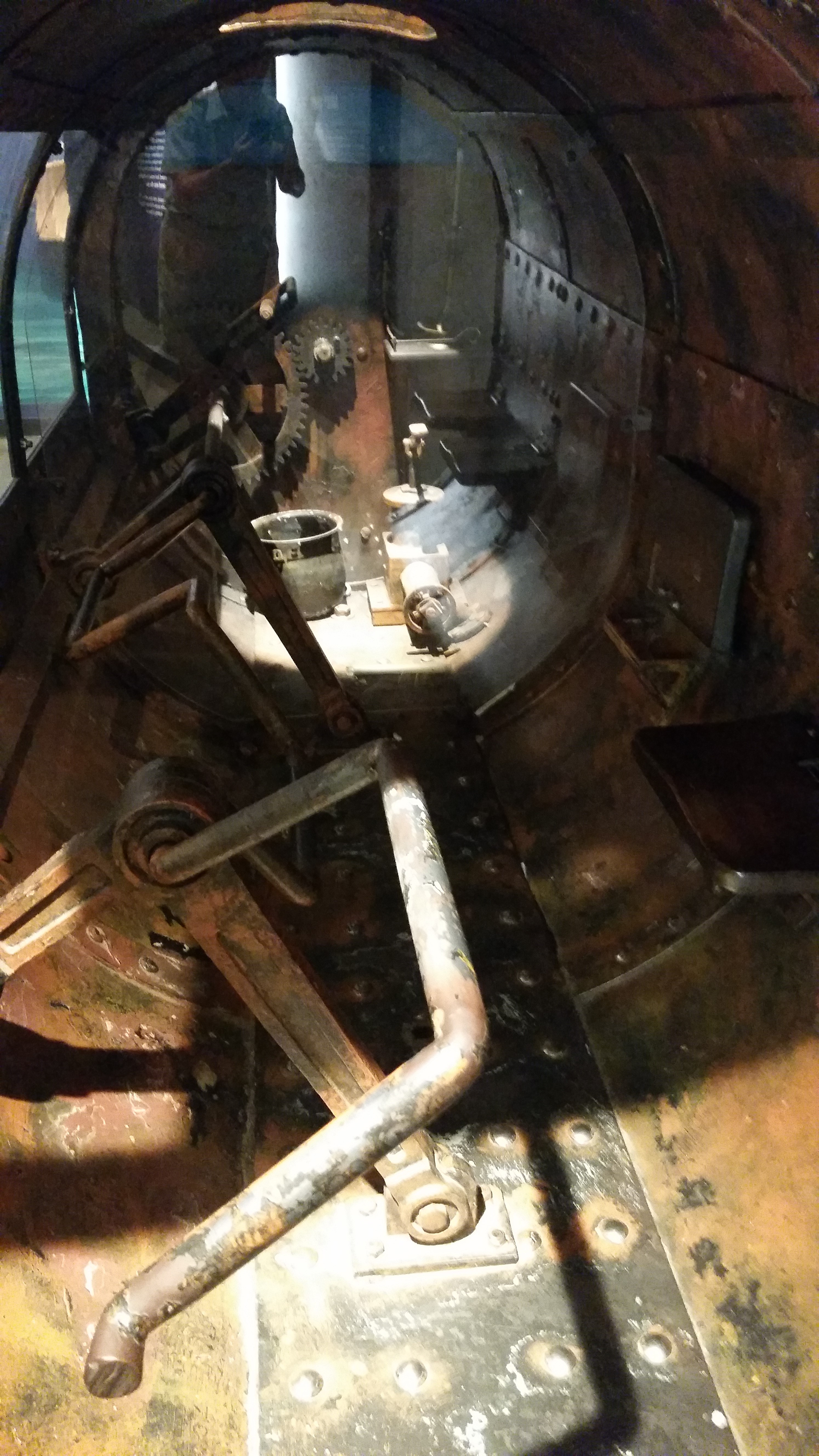
Antriebskurbel
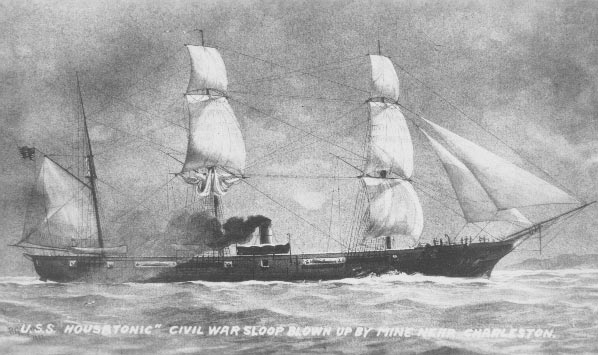
USS Housatonic
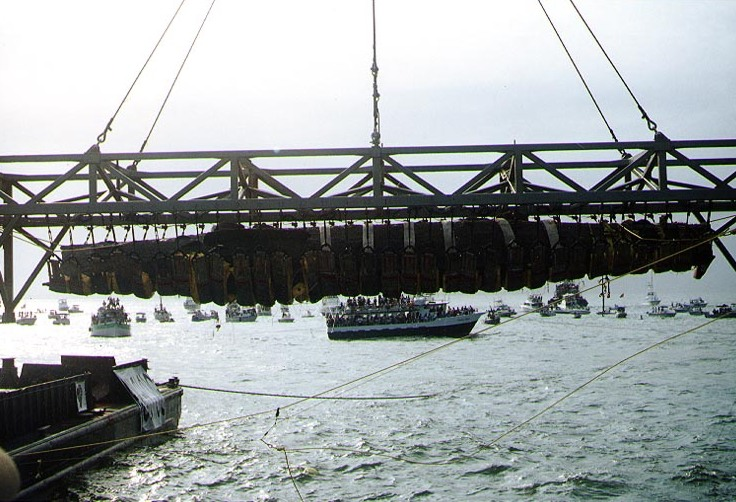
Bergung des Wracks im Jahr 2000
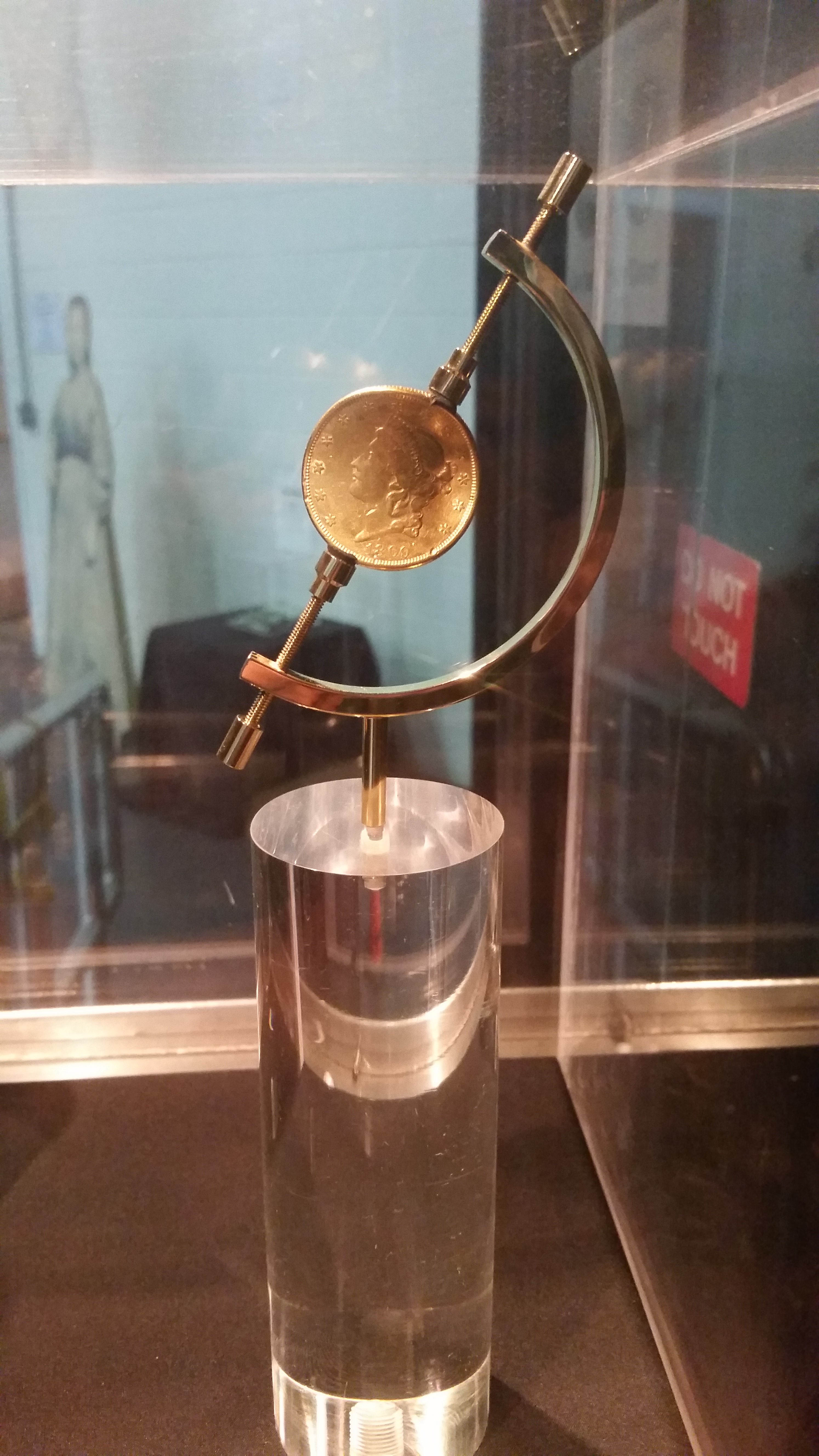
Dixon's 20$ Goldmünze
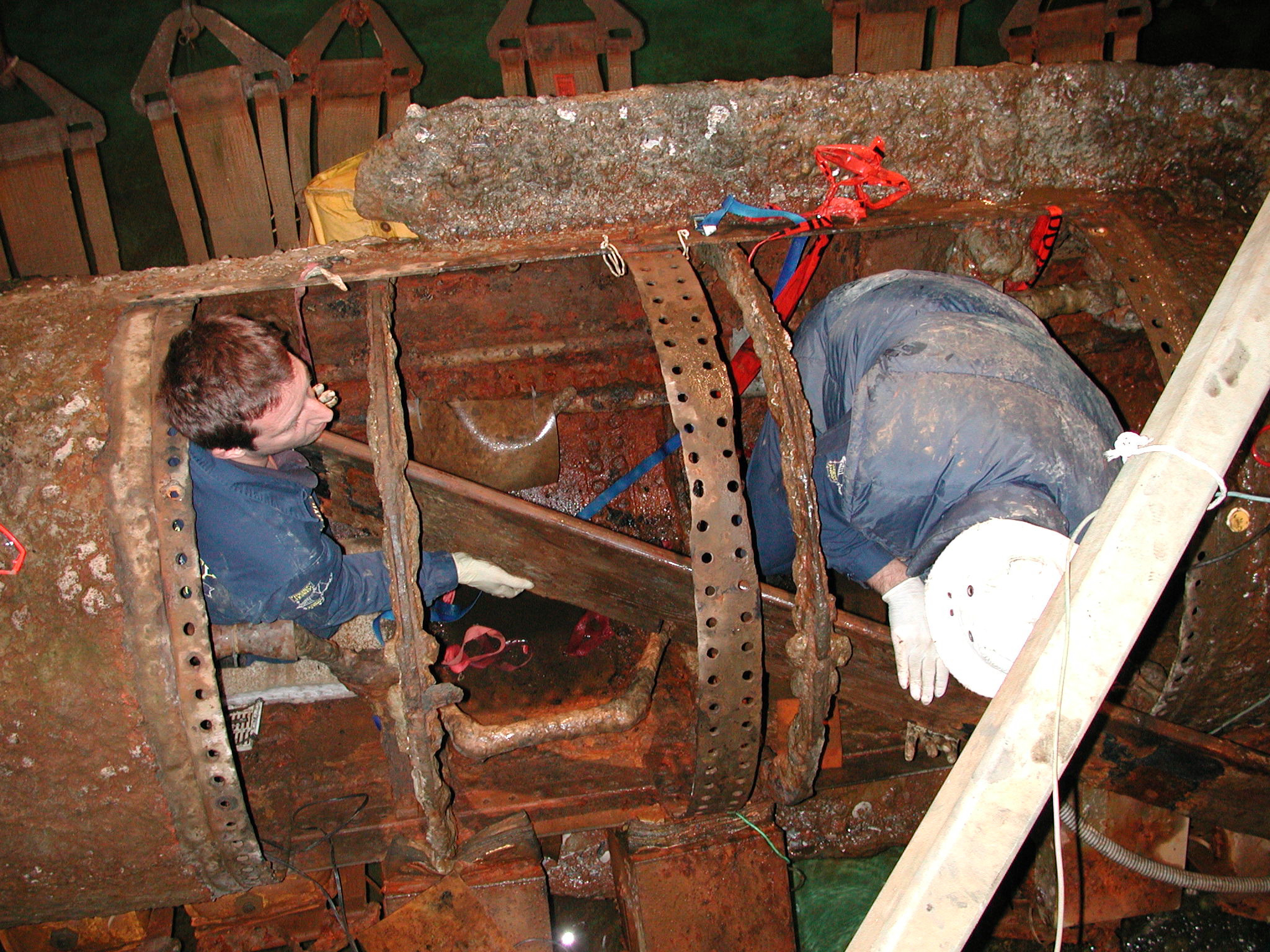
Restaurierungsarbeiten im Naval Historical Center Charleston, S.C. (2005)
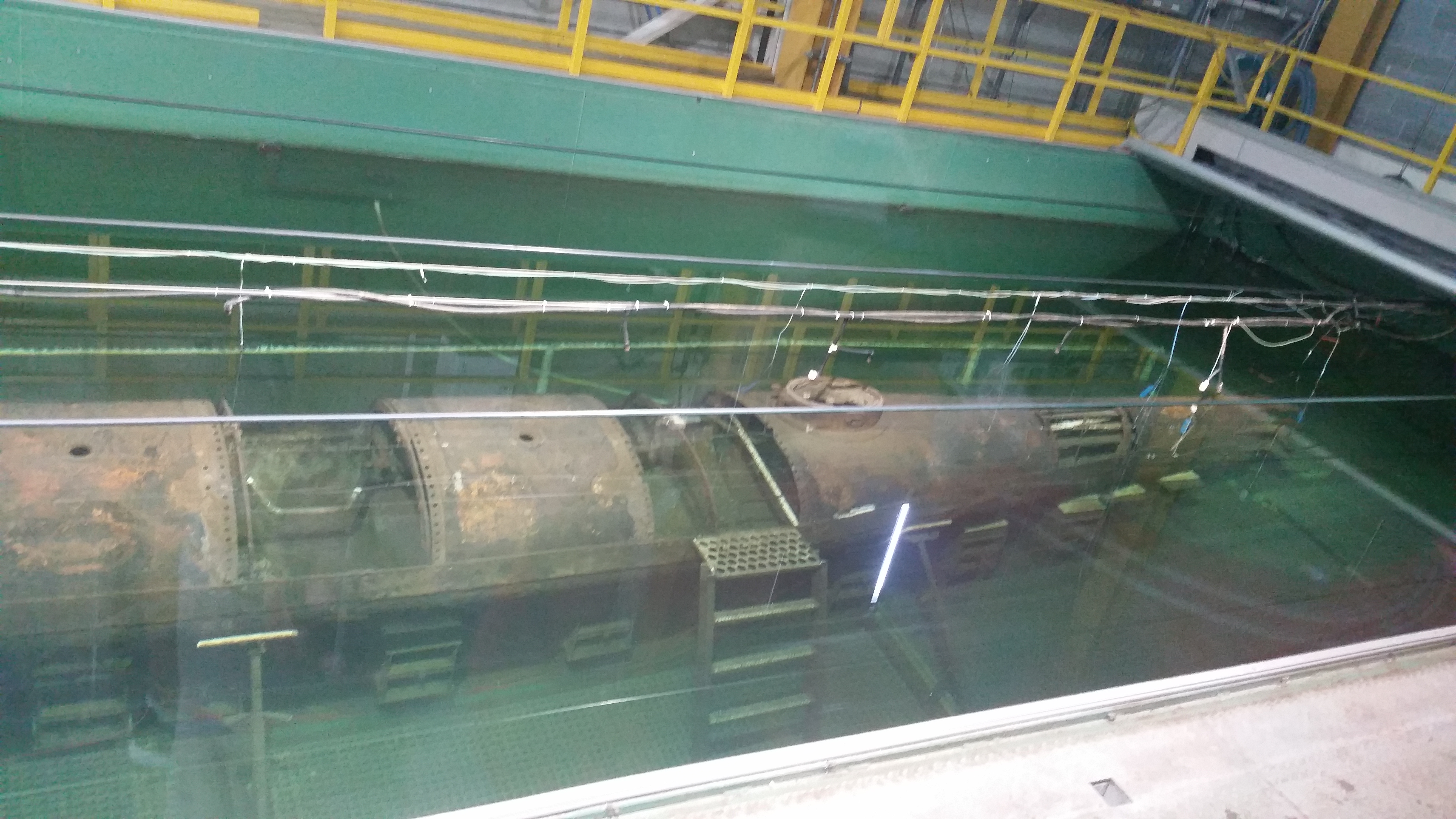
Konservierung des Rumpfes in einem Natronlaugen-Bad (2017)
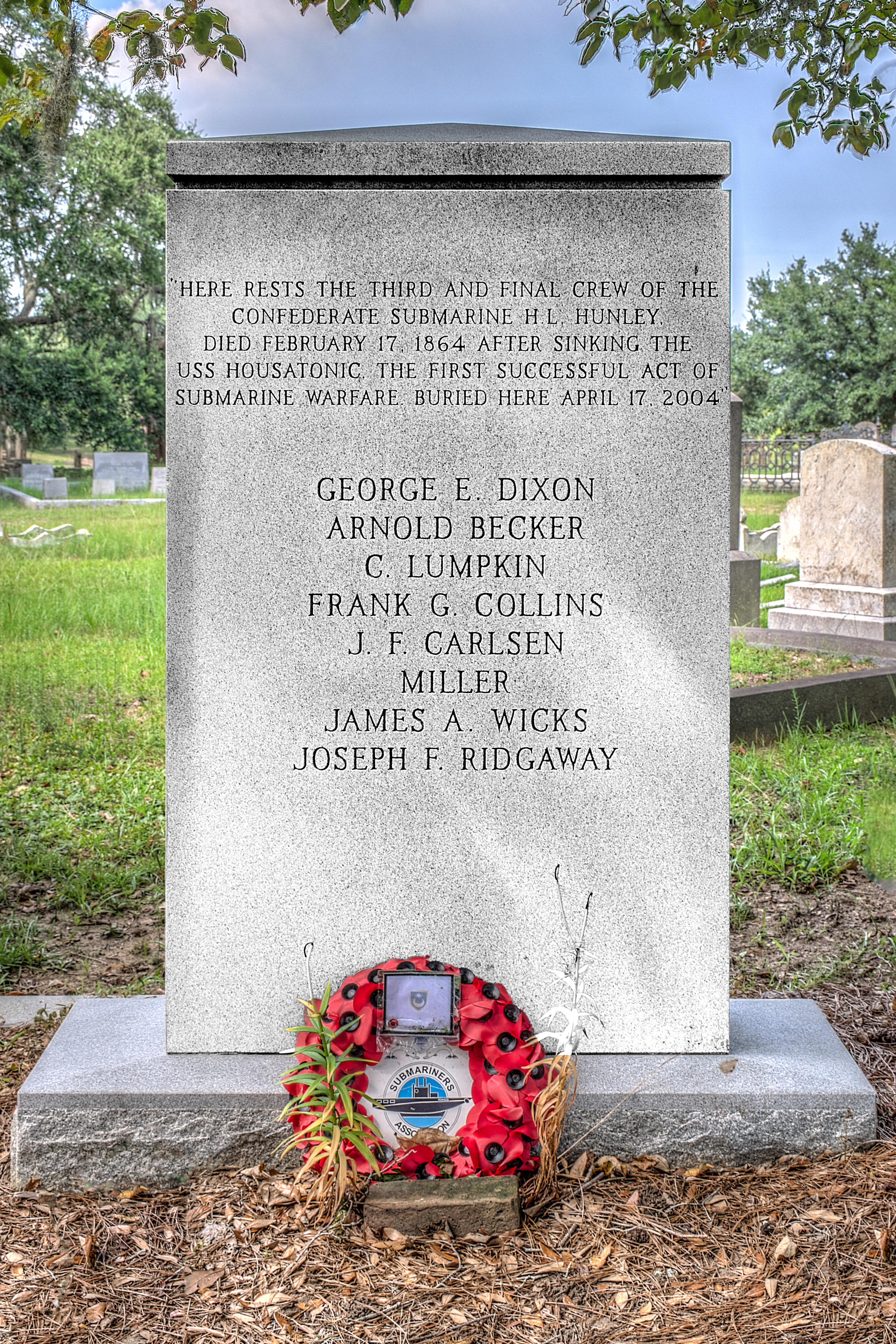
Gedenkstein für die Besatzungsmitglieder der CSS Hunley (Mannschaft III) auf dem Magnolia Cemetery

Die CSS Hunley, auch H. L. Hunley, war eines von mehreren U-Booten, die während des Amerikanischen Bürgerkrieges von der Confederate States Navy in Auftrag gegeben wurden. Es war das erste Unterwasserfahrzeug der Kriegsgeschichte, dem es gelang, ein feindliches Schiff zu versenken. Das Boot trug zuerst den Namen H. L. Hunley, als es nach einer Reihe schwerer Unfälle (mit insgesamt 35 Toten) zum vierten Mal gehoben wurde, erhielt es zu Ehren ihres Konstrukteurs den Namen CSS Hunley.
Am 17. Februar 1864 griff die Hunley die USS Housatonic an, die als Teil einer Blockadeflotte der Nordstaatenmarine Fort Sumter und die Hafenstadt Charleston in South Carolina abriegeln sollte. Das Kriegsschiff wurde versenkt, aber auch die Hunley kehrte nicht mehr in ihre Basis zurück. Es konnte erst 136 Jahre nach seinem Verschwinden im Jahr 2000 gehoben werden. Das Boot sank wahrscheinlich aufgrund der Druckwelle, die durch die Explosion des eigenen Torpedos verursacht wurde.

## Konstruktion
Das zwölf Meter lange Boot bot Platz für neun Mann – ein Steuermann und acht Besatzungsmitglieder. Der Rumpf bestand im Wesentlichen aus einem Heizkessel der in zwei Hälften geschnitten wurde. Um ihn zu verstärken, wurde zwischen beiden Hälften ein 30,5 cm breites Stahlband eingefügt Nach Einbau der Bug- und Heckteile sowie des dreiblättrigen Propellers (inklusive ringförmige Schutzabdeckung) betrug die Länge des Schiffes – laut James McClintock – 12,19 m (12,01 m – nach den archäologischen Untersuchungsergebnissen), die Breite – 1,07 m (1,17 m – nach den archäologischen Untersuchungsergebnissen) und der Tiefgang – 1,22 m. Wie die vorangegangenen Tauchboote war auch die Hunley nicht zylindrisch, sondern elliptisch, aber im Bug und Heck stromlinienförmig und mit einem Heckruder ausgestattet. Die Stahlplatten der Außenhaut des Bootes waren an den Rahmen angenietet. Die Nietenköpfe waren von den Werftarbeitern bündig mit der Außenhaut geschliffen worden, um den Strömungswiderstand zu verringern.
Man drehte über eine durch das Boot laufende Handkurbel den Antriebspropeller am Heck. Die Achse der Kurbel war über ein Getriebe und ein Schwungrad mit dem Antriebspropeller verbunden. Die Handgriffe der Kurbel waren versetzt angebracht. Jeder der Männer übte damit zu einer unterschiedlichen Zeit Kraft auf die Welle aus, was – zusammen mit dem Schwungrad – eine gleichmäßige Drehung des Propellers bewirkte. Der Antrieb mit Muskelkraft ermöglichte eine geräuschlose Fahrt (Schleichfahrt) von 2,5–4 Knoten. Die sieben Mannschaftsmitglieder, die die Kurbelwelle drehten, saßen nebeneinander auf einer längs an Steuerbord angebrachten Holzbank. Sie mussten dabei eine leicht gebückte Haltung einnehmen, um das Boot während der Fahrt stabil zu halten. Der Kommandant besorgte vom Bug aus mit zwei Hebeln, die über Stangen mit den vorderen zwei Tiefen- und dem am Heck angebrachten Seitenruder verbunden waren, die Steuerung des Bootes. Zur Messung der Tauchtiefe wurde ein Quecksilberbarometer verwendet, mit einem Kompass bestimmte man den Kurs. Die Hunley verfügte also bereits über fast alle technischen Einrichtungen, wie sie auch bei heutigen U-Booten noch Standard sind. Besatzungsmitglied Nr. 8 saß im Heck und war für die technische Kontrolle während der Fahrt zuständig.
Die Kabinenwand war weiß gestrichen (um für mehr Helligkeit zu sorgen) und maß 1,20 Meter im Durchmesser. Beleuchtet wurde sie bei Überwasserfahrt durch kleine Bullaugen in der Außenhülle der beiden Beobachtungstürme (conning tower), bei Tauchfahrt oder in der Nacht mit Kerzenlicht. Hierfür wurde nur eine einzige Kerze verwendet, sie sollte 20 bis 25 Minuten brennen, wenn die Flamme aufgrund von Sauerstoffmangel zu flackern begann, musste das Boot wieder an die Oberfläche und durchgelüftet werden. Wenn das Boot aufgetaucht fuhr, befanden sich die Bullaugen nur 30 cm über dem Wasser.
Die beiden Ballasttanks im Bug und im Heck konnten geflutet und mit Handpumpen wieder geleert werden, mit diesen konnte auch in die Mannschaftskabine eindringendes Wasser gelenzt werden. Im Notfall konnte man von innen noch die Halteschrauben des eisernen Kiels öffnen, um ihn abzuwerfen und so schneller auftauchen zu können. Die Luftversorgung sollte über zwei Rohre mit einer Länge von 1,2 Metern und einem Durchmesser von 38 mm gewährleistet werden, was aber in der Praxis nicht wie vorgesehen funktionierte. Das Boot musste deshalb jedes Mal über die beiden Ausstiegsluken in den Türmen mit Frischluft versorgt werden, die dafür etwa alle 20 Minuten geöffnet werden mussten. Da das Boot jedoch nicht sehr weit über die Wasserlinie hinausragte und bei Vollbesetzung leicht ins Rollen geriet, war dies jedes Mal ein hohes Risiko.

## Bewaffnung
Die Bewaffnung der Einheit bestand ursprünglich aus einer 40 kg Schwarzpulver Schleppmine, die an einem 61 m langen Seil nachgezogen wurde. Während des Angriffs sollte das U-Boot unter dem Feindschiff durchfahren, auf der anderen Seite wieder auftauchen und die Mine unter dem Kiel zur Explosion bringen. Für die Versenkung der USS Housatonic wurde aber ein Spierentorpedo verwendet. Dieser bestand ebenfalls aus einer Schwarzpulverladung, die in einem Kupferbehälter an der Vorderseite auf einer ca. 5 m langen Lanze mit Harpunenspitze angebracht war. Die Lanze war am Bug des U-Bootes montiert. Im Kampfeinsatz wurde sie bei voller Fahrt in den Schiffskörper gerammt. Durch die anschließende Rückwärtsbewegung des Bootes wurde eine Abzugsleine betätigt, die die Ladung zur Explosion brachte. 2012 wurden die Reste der Buglanze und der Kupferhülle im Schlamm entdeckt. Sie bewiesen, dass die Sprengladung gezündet hatte als der Torpedo noch auf der Lanze steckte. Das bedeutet, dass die Explosion in einem Umkreis von 5,4 Meter stattfand. Die Kupferhülle bestätigte weiters die Annahme, dass es sich um einen Torpedo, System Edgar-Singer, gehandelt haben muss. Historischen Aufzeichnungen zufolge enthielt er 135 Pfund (61 kg) Schwarzpulver und wurde mit einem Auslösemechanismus gezündet. Die Besatzung hatte vorher Sprengversuche mit der Hälfte der Ladung durchgeführt, man ging wohl davon aus, dass das Boot eine Explosion auf dieser Distanz ohne größere Schäden überstehen würde. Der Holzrumpf der USS Housatonic hatte jedoch vermutlich einen heftigeren Rückstoß der Druckwelle bewirkt.

## Einsätze
Die Entwicklung der Hunley wurde von Horace Lawson Hunley aus privaten Mitteln finanziert. Das Boot wurde 1863 in der Park-and-Lyons-Werft, Mobile, Alabama, mit Unterstützung der Confederate Engineers in Mobile und des Confederate Secret Service unter dem Befehl von Edward Clark Singer, auf Kiel gelegt. Anfangs bezeichnete man das Boot noch als „Fish Boat“ oder „Fish Torpedo Boat“, nachdem die ersten Testfahrten erfolgreich verliefen, taufte man es auf den Namen ihres Konstrukteurs. Formal hatte die Hunley aber nie Anspruch auf die CSS-Titulatur (Confederate States Ship), da das Boot nicht offiziell in die Confederate Navy eingegliedert worden war und als private Projektinitiative zur Stärkung der Küstenverteidigung angesehen wurde. Im Frühjahr 1863 lief das Boot in Mobile vom Stapel. Schon während der ersten Testfahrten waren einige ihrer Besatzungsmitglieder ums Leben gekommen. Es hatte sich dabei auch herausgestellt, dass die Konstruktion sehr fehleranfällig war und vor allem das Tauchsystem immer wieder versagte. Das erste Mal sank das Boot aufgrund schlechten Wetters in der Bucht von Mobile. Bald darauf wurde es dem Stadtkommandanten von Charleston, General Pierre Beauregard, unterstellt, der aber keine Möglichkeit sah, das Schiff in Mobile einzusetzen, und befahl, es stattdessen nach Charleston zu bringen. Am 31. Juli 1863 wurden letzte Tests auf dem Mobile River durchgeführt. Sie wurden von den Ingenieuren, Investoren und dem Oberbefehlshaber der Marine, Admiral Franklin Buchanan, beobachtet. Da die Testfahrten (unter dem Kommando von Ltn. George Dixon, ein engagierter Befürworter der U-Boot-Waffe) im Großen und Ganzen erfolgreich verliefen, wurde beschlossen, das Boot gegen die Blockadeflottille der Union vor dem Hafen von Charleston einzusetzen. Bei einem der Einsatztest gelang es zudem einen Pram mit einer Schleppmine zu versenken. Hunley beabsichtigte das Panzerschiff USS New Ironsides mit seinem Boot zu zerstören, aber ein Angriff auf diese überstieg eindeutig die Möglichkeiten des U-Bootes. Am 23. August 1863 wurde es nach Fort Sumter gebracht, wo ein Angriff auf Unionsschiffe gestartet werden sollte, die immer wieder das Fort beschossen, aber aufgrund von Fehlern der Besatzung schlug die Operation fehl, die Hunley konnte jedoch von konföderierten Soldaten geborgen werden, die sie anschließend an die CS-Navy übergaben.

### Testfahrten in Charleston
Noch im Sommer 1863 wurde die Hunley per Bahn nach Charleston überführt, wo sie am 15. August eintraf, begleitet von James McClintock und Gus Whitney, einem der Investoren des U-Bootprojektes, auch Horace Hunley wurde dorthin beordert. Als er jedoch auf weiteren Tests bestand, wurde das Boot von der konföderierten Marine beschlagnahmt und Ltn. John Payne und seiner Besatzung übergeben, die hierfür von der CSS Chicora abkommandiert worden waren. Zunächst wurde die gesamte Besatzung einem intensiven Training unterzogen, wobei sie von der vorherigen Besatzung beraten wurde. Am 29. August 1863, noch vor ihrem ersten Angriffsversuch auf die Nordstaatenflotte, sank die Hunley erneut. An diesem Tag war das Boot in Fort Johnson festgemacht, ein Teil der Besatzung befand sich schon an Bord und bereitete sich gerade auf ihren ersten Einsatz vor, als das Boot plötzlich starke Schlagseite bekam. Warum ist unklar, möglicherweise drang das Kielwasser eines vorbeifahrenden Schiffes in die offenen Luken der Hunley, genug um es zu destabilisieren und zu versenken. Einer anderen Theorie zufolge verfingen sich die Ankerleinen des Schiffes am U-Boot und krängten es auf die Seite, bis seine Luken unter Wasser waren. Als es zu sinken begann, stand John Payne noch außerhalb auf dem U-Boot, er sprang ins Wasser und konnte sich ans Ufer retten. William Robinson konnte gerade noch durch die hintere Turmluke entkommen. Ein anderes der Besatzungsmitglieder, Charles Hasker, blieb zunächst im Luk stecken – er sank mit dem Boot unter Wasser –, kam aber rechtzeitig frei, um es noch zurück an die Oberfläche zu schaffen. Fünf der neun Besatzungsmitglieder kamen jedoch ums Leben. Das Boot wurde schon kurz danach wieder geborgen.
Horace Hunley beantragte nun, dass ihm das Kommando über das Boot übertragen wurde, verbunden mit dem Recht, Besatzungsmitglieder aus dem Kreis derjenigen auszuwählen, die es in Mobile gebaut und getestet hatten. Sein Antrag wurde jedoch abgelehnt, und George Dixon wurde erneut mit dem Kommando betraut. Anfang Oktober 1863 führte Dixons neue Besatzung mit dem Boot Tauchversuche unter der Hulk CSS Indian Chief durch, die im Cooper River vor Anker lag. Am 15. Oktober 1863, beschloss Hunley, in Dixons Abwesenheit, eigenmächtig eine Testfahrt zu unternehmen, bei der ein Angriff mit einer Schleppmine simuliert werden sollte. Warum er dies tat, ist unklar; er bekleidete keinen militärischen Rang und war kein erfahrener Seemann. Das Boot sollte unter dem Kiel der CSS Indian-Chief durchfahren und danach wieder an die Oberfläche kommen. Als es unter der Hulk verschwunden war, tauchte es jedoch auf der anderen Seite nicht mehr auf. Schlechtes Wetter verzögerte zunächst die Suche, erst am 7. November gelang es Tauchern, die Hunley zu lokalisieren und bis zu ihr vorzudringen. Ihr Bug steckte tief im Schlamm, aufgrund einer Luftblase schwebte das Heck frei über den Grund. Man vertäute das Boot mit Ketten und Seilen und hievte es ans Ufer. Als die Luken geöffnet wurden, bot sich den Bergungskommando ein erschütternder Anblick, von dem ein Augenzeugenbericht des CSA-Generals Beauregard, dem Stadtkommandanten von Charleston, überliefert ist:
„Das Schauspiel, was sich uns bot, war unbegreiflich grausam. Die unglücklichen Männer krümmten sich in den absonderlichsten Haltungen. Manche umklammerten Kerzen, offenbar vergeblich bemüht, die Luken zu öffnen. Andere lagen an Boden, fest ineinander verhakt. Die geschwärzten Gesichter von Verzweiflung und Todesqualen entstellt.“
Thomas Park wurde mit dem Kopf voran im hinteren Turmluk gefunden. Hunley, immer noch eine Kerze in der Hand haltend, befand sich im vorderen Turm. Die Körper waren noch dazu so vom Wasser aufgequollen, dass sie zuerst zersägt wurden, um sie durch die engen Luken ziehen zu können, außerdem mussten für ihre Bestattung extra große Särge angefordert werden. Hunley konnte wohl das Boot unter Wasser nicht richtig in der Balance halten und ließ es daher zunächst bis zum Grund tauchen. Bei der anschließenden Untersuchung der Unglücksursache wurde festgestellt, dass das vordere Ballasttankventil geöffnet war, sodass sich das U-Boot rasch mit Wasser füllen konnte. Der Schlüssel, mit dem sein Verschluss bedient wurde, lag auf dem Boden des U-Bootes. Entweder hatte Hunley vergessen, das Ventil wieder zu schließen, oder im Chaos während des Sinkens den Schlüssel verloren. Die Kielgewichte waren nur teilweise gelockert worden, was vermuten lässt, dass die Besatzung die Gefahr erkannt hatte, sich aber dennoch nicht mehr rechtzeitig retten konnte. Durch den Wasserdruck gelang es ihnen offensichtlich nicht mehr, die Luken zu öffnen.
Unter denen, die die Leichen bargen, sollen auch jene Männer gewesen sein, die bald danach zum Angriff auf die USS Housatonic ausliefen. Wie die Mitglieder seiner Mannschaft wurde auch Hunley anschließend mit militärischen Ehren bestattet.

### Angriff auf die Housatonic
Am 14. Dezember 1863 erließ General Beauregard folgenden Befehl:
„Leutnant George E. Dixon, 21. Alabama Freiwilligenregiment, wird das Kommando über das U-Boot Hunley übernehmen, es so weit wie möglich aus dem Hafen führen und jedes feindliche Schiff, dem er begegnet, versenken. Alle Offiziere der konföderierten Armee und der Flotte sind verpflichtet, Leutnant Dixon bei der Erfüllung seiner Pflicht jede notwendige Unterstützung zu gewähren.“
Zu dieser Zeit wurde auch das Einsatzkonzept an die Möglichkeiten der Hunley angepasst – anstatt Panzerschiffe und Monitore anzugreifen, die sich noch immer in der Nähe der Hafeneinfahrt aufhielten, wollte man stattdessen die Holzschiffe ins Visier nehmen, die viel weiter von der Küste entfernt vor Anker lagen. Hierfür wurde die Schleppmine durch einen Spierentorpedo ersetzt. Nachdem man für das Boot eine neue Besatzung zusammengestellt hatte (die sich alle freiwillig zum Dienst auf dem Boot gemeldet hatten), unternahm man mehrere, allerdings erfolglose, Versuche, Unionsschiffe zu versenken. Diese Fahrten bestätigten jedoch in den Augen der Verantwortlichen die (grundsätzliche) Tauglichkeit des Bootes und die Kampfbereitschaft seiner Mannschaft. Mitte Januar 1864 erhielt Admiral John Dahlgren, Kommandant des Blockadegeschwaders vor Charleston, von Deserteuren der CSS Indian Chief Kenntnis über die Anwesenheit von Horace Hunley sowie detaillierte Informationen über sein U-Boot. Er ordnete an, eingedenk früherer Angriffe auf Unionsschiffe durch das Halbtaucher-Torpedoboot CSS David, seine Schiffe in flachere Gewässer zu bringen, die Deckwachen zu verstärken, sowie die Rümpfe – so gut es ging – mit Netzen und Ketten zu schützen.
Laut Mike Scafuri, leitender Archäologe am Warren Lasch Center, wurde die neue Crew nach dem zweiten Unfall angewiesen, nur mehr dicht unter der Oberfläche zu fahren, um zu vermeiden, dass auch sie verloren gingen. In der Nacht des 17. Februar 1864 lief Dixon mit der Hunley zu einem weiteren Angriffsversuch auf die Blockadeflotte aus. Als Ziel wurde diesmal die Housatonic ausgewählt – ein dampfbetriebener 1.240-Tonnen-Segler (sloop of war) der Nordstaatenmarine.
Die USS Housatonic hatte die vorangegangenen 17 Monate vor Charleston verbracht und war kurz zuvor an einen neuen Ankerplatz in der Nähe von Sullivan’s Island verlegt worden, um allfällige Blockadebrecher früher abzufangen zu können, bevor sie den Hafen erreichen konnten. Die unruhige See verhinderte jedoch bis zum Abend des 17. Februar einen Angriff des U-Bootes. Als es sich dem Ziel näherte, ließ Dixon auftauchen, um eine Peilung zum Ziel vorzunehmen, verriet damit jedoch seine Position. Um 20:45 Uhr bemerkte eine der Deckwachen auf der Housatonic, John Crosby, das Kerzenlicht, das durch ein Bullauge des U-Bootes schien. Obwohl man das verdächtige Objekt nicht identifizieren konnte, wurde Alarm gegeben und der Anker gelichtet. Die Hunley war jedoch schon zu nahe herangekommen, sodass das Kriegsschiff seine schweren Geschütze nicht weit genug senken konnte, um das U-Boot zu treffen, das sich als unempfindlich gegen das Gewehrfeuer der Deckwachen erwies. Dixon befahl volle Kraft voraus, lenkte das U-Boot zum Ziel und trieb die Torpedolanze mit voller Wucht in die Steuerbordseite der Housatonic. Die daran anschließende Zündung der Sprengladung verursachte wahrscheinlich die Explosion der Munitionskammer des Schiffes. Die Housatonic zerbrach in zwei Teile und sank innerhalb von nur 5 Minuten; zwei Offiziere und drei Matrosen seiner Besatzung kamen dabei ums Leben. Die übrigen konnten sich noch rechtzeitig auf die Masten in Sicherheit bringen, da ihr Schiff in relativ flachen Gewässern sank. Einige Matrosen der USS Housatonic sagten später aus, dass das U-Boot nach der Explosion wieder abgelaufen und in der Dunkelheit verschwunden sei. Die Hunley signalisierte angeblich auch vereinbarungsgemäß durch Abbrennen einer blauen Magnesiumfackel, dass die Mission erfolgreich durchgeführt worden war, kehrte jedoch nicht in den Hafen von Charleston zurück.
Die Opferung der Hunley und ihrer Besatzung konnte den weiteren Ablauf des Sezessionskrieges nicht mehr wesentlich beeinflussen. 1865 fiel die schon fast vollkommen zerstörte Stadt in die Hände der Unionstruppen. Die erfolgreiche Versenkung der Housatonic markierte jedoch einen entscheidenden Wendepunkt in der Geschichte der maritimen Kriegsführung: Zum ersten Mal hatte ein U-Boot im Kriegseinsatz ein feindliches Schiff versenkt; bis dahin war dies nur bei Testfahrten simuliert worden.

## Bergung
Über einen sehr langen Zeitraum gelang es nicht, das Wrack zu lokalisieren. Anfang des 20. Jahrhunderts wurden 100.000 Dollar Belohnung für dessen Auffindung ausgesetzt. Der amerikanische Bestsellerautor Clive Cussler suchte 15 Jahre und mit hohem finanziellen Aufwand nach der Hunley, die Suche wurde von der National Underwater & Marine Agency (NUMA) organisiert. Am 4. Mai 1995 gelang es seinem Suchteam, die Hunley mithilfe eines Magnetometers in etwa zehn Metern Tiefe vor Sullivan’s Island zu orten, 300 Meter von den Resten der Housatonic entfernt. Nach geologischen Untersuchungen des Meeresbodens unter dem Wrack, um die Sicherheit während des Anhebens zu gewährleisten, konnte das Boot am 8. August 2000 dank der Zusammenarbeit der United States Navy, der Küstenwache und des Staates South Carolina geborgen werden. Das noch fast völlig intakte Boot wurde zerlegt und die Einzelteile danach im Warren Lasch Conservation Center konserviert. Als die Hunley genauer untersucht werden konnte, wurden beträchtliche strukturelle Schäden festgestellt: das Ruder war abgebrochen und im Achterballasttank befand sich ein großes Leck. Nach der Beseitigung von 10 Tonnen Sedimentablagerungen stießen die Archäologen im Inneren des Wracks auf die Skelette der Besatzung, Überreste menschlichen Gewebes sowie Dutzende von noch gut erhaltenen Gebrauchsgegenständen. Zu diesem Zweck wurde eine internationale Gruppe von Experten für Meeresarchäologie zusammengestellt, die u. a. von Rechtsmedizinern, unterstützt wurde. Die Untersuchung der menschlichen Überreste ermöglichte es, das ungefähre Alter der einzelnen Besatzungsmitglieder, ihre Herkunftsregion und ihren Lebensumstände genauer zu bestimmen. Zudem wurden DNA-Tests durchgeführt und so noch lebende Verwandte identifiziert (vier Mann der Besatzung waren gebürtige Amerikaner, die übrigen waren europäischer Abstammung). 
Unter den Funden besonders erwähnenswert ist die Erkennungsmarke eines Soldaten der Nordstaatenarmee, Ezra Chamberlain (vermutlich ein Schlachtfeldsouvenir) und auch die lange als eine romantische Legende abgetane, durch eine Gewehrkugel deformierte Zwanzig-Dollar-Goldmünze, ein Geschenk seiner Verlobten Queenie Bennet, die George Dixon als Glücksbringer bei sich trug. Sie hatte ihn 1862, in der Schlacht bei Shiloh, vor einer schweren Schussverletzung bewahrt und war deswegen nachträglich mit einer Inschrift versehen worden. Mithilfe der Totenschädel gelang es Forensikspezialisten, die Gesichter aller Besatzungsmitglieder zu rekonstruieren.
Mannschaft I der Hunley war ursprünglich auf einem kleinen Seemannsfriedhof begraben worden, der jedoch 1948 aus Unwissenheit dem Neubau eines Sportstadions zum Opfer fiel. 1999 wurden die Grabstätten wiederentdeckt und im Jahr 2000, unter großer öffentlicher Anteilnahme, auf den Magnolia-Friedhof umgebettet. Auch die sterblichen Überreste der dritten Besatzung wurden am 17. April 2004 dort feierlich bestattet, direkt neben den anderen Toten der Hunley. Am Trauerzug nahmen zehntausende Menschen teil; das Ereignis galt, fast 150 Jahre nach dem Ende des Sezessionskrieges, als das „letzte konföderierte Begräbnis“. Die von Grund auf restaurierte Hunley ist seit 2012 Teil einer Dauerausstellung. Bis heute ist das U-Boot in einem Konservierungsbecken im Warren Lasch Conservation Center untergebracht. Ein Nachbau kann im Charleston Museum besichtigt werden.

## Forensik
Die Ursachen, die zum Verlust des U-Bootes in der Nacht vom 17. Februar führten, konnten bis 2017 nicht zweifelsfrei ermittelt werden. Einige Forscher vermuteten, dass die Mannschaft erstickt und nicht – wie lange angenommen – ertrunken sei. Man nahm an, dass Dixon nach dem Abtauchen das Einsetzen der Flut abgewartet hatte, um mit ihrer Hilfe wieder schneller ans Ufer zu gelangen. In den zwei Stunden bis dahin hätten die Männer dann wahrscheinlich wegen Sauerstoffmangels das Bewusstsein verloren und wären kurze Zeit später daran gestorben. Nach der Öffnung der Kabine durch ein Archäologenteam um Maria Jacobsen und Rachel Lance (Duke University of North Carolina) fand dieses aber überraschenderweise alle Besatzungsmitglieder noch auf ihren Gefechtsstationen vor. Darüber hinaus waren an den Knochen keine erkennbaren Verletzungen festgestellt worden. Der Fundlage der Skelette nach zu schließen hatte niemand versucht seinen Platz zu verlassen. Auch die Lenzpumpen in der Kabine waren von der Mannschaft nicht benutzt worden. Hätte die Besatzung versucht, wegen eines Lecks auszubooten, hätte sie dazu vorher die Pumpen bedienen müssen. Dem Erstickungstod wäre wiederum eine Hyperkapnie vorausgegangen, die bei den Männern Atemnot, schwere Krämpfe und Panikattacken ausgelöst hätte. Dass dem aber mit ziemlicher Sicherheit nicht so war, bewies die Position der Leichen. Der Tod muss nach Ansicht der Forensiker für die Mannschaft rasch und unerwartet eingetreten sein. Dies unterstützt die Annahme, dass die Hunley nach dem Angriff auf die Housatonic schwer beschädigt wurde und die Schockwelle der Explosion auch ihre Besatzung getötet hatte. Vielleicht rollte sich die Abzugsleine nicht vollständig ab und die Sprengladung zündete zu früh, sodass das U-Boot zum Opfer seiner eigenen Waffe wurde. In einem der Ballasttanks fand sich tatsächlich ein größeres Leck, das durch die Detonation entstanden sein könnte. Dass es von einem anderen Schiff oder Meerestier gerammt und dadurch manövrierunfähig wurde, kann mit ziemlicher Sicherheit ausgeschlossen werden, da von den Archäologen keine anderen Beschädigungen am Rumpf festgestellt werden konnten.
Ein im Juli 2017 veröffentlichter Bericht von Rachel Lance bestätigte schließlich als Todesursache die starke Druckwelle der Torpedoexplosion, ausgelöst durch 60 kg Schwarzpulver im Abstand von fünf Metern unter Wasser. Solche Druckwellen entfalten unter Wasser auch eine erheblich größere Wirkung als an Land. Die bisherigen Analysen deuten auf folgendes Szenario hin: Die Explosion auf der Housatonic verursachte eine sich im Wasser rasch ausbreitende Schockwelle, die dazu führte, dass sich die Rumpfwände der Hunley deformierten, damit eine sekundäre Schockwelle in der Luftblase ihrer Kabine erzeugte, die diese komprimierte, was zum sofortigen Tod der Besatzung führte. Die Autoren des Berichtes schätzen, dass die Besatzungsmitglieder unter diesen Bedingungen nur eine Überlebenschance von 16 % hatten. Ihrer Meinung nach trieb das Boot danach noch einige Zeit steuerlos im Wasser, lief langsam voll und sank schließlich auf den Meeresgrund. Gestützt wurde diese These durch ein Nachstellen der Explosionsbedingungen. Die Forscher hatten für ihre Versuche ein Modell des U-Bootes im Maßstab 1:6 anfertigen lassen. Dieses wurde anschließend – ebenfalls maßstabgerechten – Unterwassersprengladungen ausgesetzt und gleichzeitig die im Inneren auftretende Druckbelastung gemessen. Die Stärke der Explosion hätte aus Sicht der Forscher ausgereicht, bei der Mannschaft schwere innere Weichgewebeverletzungen, insbesondere an Lunge und Gehirn, zu verursachen.

## Mannschaftsmitglieder
Abkürzungen: CSN = Confederate States Navy; CSA = Confederate States Army; C = Zivilist
| Mannschaft I: - Ltn. John A. Payne, CSN - Michael Cane, CSN - Nicholas Davis, CSN - Frank Doyle, CSN - Charles Hasker, CSN - John Kelly, CSN - Absolum Williams - William Robinson, C | Mannschaft II: - Horacy L. Hunley, C (stv. Ltn. George E. Dixon, CSA) - Thomas W. Park, C - Robert Brockbank, CSN - Joseph Patterson, CSN - Charles McHugh, CSN - John Marshall, CSN - Henry Baird, CSN - Charles L. Sprague, C | Mannschaft III: - Ltn. George E. Dixon, CSA - Corp. C. F. Carlson, CSA - James A. Wicks, CSN - Arnold Becker, CSN - Frank Collins, CSN - Joseph F. Ridgaway, CSN - C. Lumpkin, CSN - Augustus Miller, C |

## Medien
- Die Hunley wurde ihr Schicksal (Originaltitel The Hunley), Folge 1 der US-amerikanischen Fernsehserie Das große Abenteuer. Ausstrahlungsdatum 27. September 1963. Die Serie wurde ca. 1964/1965 deutsch synchronisiert. Die Ausstrahlung der Episode in der ARD erfolgte nach Angaben der Oldenburger Nordwest-Zeitung vom 6. November 1965 am Sonntag, dem 7. November 1965. Leutnant Dixon wurde von Jackie Cooper dargestellt, Leutnant Alexander von James MacArthur; die Erzählstimme der Originalfassung stammt von Van Heflin.
- Die Geschichte des U-Bootes wurde im amerikanischen Fernsehfilm The Hunley (1999) behandelt.

- Angriff aus der Tiefe, Reihe Mission X, 2. Staffel, 1. Episode (2004)